# Rockland Township (Venango County, Pennsylvania)
Rockland Township ist eine Township im Venango County in Pennsylvania, Vereinigte Staaten. Das U.S. Census Bureau hat bei der Volkszählung 2020 eine Einwohnerzahl von 1.243 ermittelt. In der Township besteht eine Freiwillige Feuerwehr, es gibt nur einen Laden. Der Indian God Rock ist ein Findling mit Petroglyphen. Dieser befindet sich in der Nähe der Ortschaft Brandon am Allegheny River, auf dessen linken Ufer.

## Geographie
Nach den Angaben des United States Census Bureaus hat die Township, die in einem abgelegenen Bereich des Countys liegt, eine Fläche von 128,8 km², alles Land.

## Demographie
Zum Zeitpunkt des United States Census 2000 bewohnten Rockland Township 1946 Personen. Die Bevölkerungsdichte betrug 10,5 Personen pro km². Es gab 1255 Wohneinheiten, durchschnittlich 9,7 pro km². Die Bevölkerung Rockland Townships bestand zu 98,96 % aus Weißen, 0,07 % Schwarzen oder African American, 0,07 % Native American, 0 % Asian, 0,30 % Pacific Islander, 0 % gaben an, anderen Rassen anzugehören und 0,52 % nannten zwei oder mehr Rassen. 0,59 % der Bevölkerung erklärten, Hispanos oder Latinos jeglicher Rasse zu sein.
Die Bewohner Rockland Townships verteilten sich auf 556 Haushalte, von denen in 27,9 % Kinder unter 18 Jahren lebten. 63,5 % der Haushalte stellten Verheiratete, 5,6 % hatten einen weiblichen Haushaltsvorstand ohne Ehemann und 28,2 % bildeten keine Familien. 24,6 % der Haushalte bestanden aus Einzelpersonen und in 11,2 % aller Haushalte lebte jemand im Alter von 65 Jahren oder mehr alleine. Die durchschnittliche Haushaltsgröße betrug 2,42 und die durchschnittliche Familiengröße 2,89 Personen.
Die Bevölkerung verteilte sich auf 21,8 % Minderjährige, 5,8 % 18–24-Jährige, 25,8 % 25–44-Jährige, 28,7 % 45–64-Jährige und 18,0 % im Alter von 65 Jahren oder mehr. Das Durchschnittsalter betrug 43 Jahre. Auf jeweils 100 Frauen entfielen 105,8 Männer. Bei den über 18-Jährigen entfielen auf 100 Frauen 104,1 Männer.
Das mittlere Haushaltseinkommen in Rockland Township betrug 31.129 US-Dollar und das mittlere Familieneinkommen erreichte die Höhe von 34.491 US-Dollar. Das Durchschnittseinkommen der Männer betrug 31.477 US-Dollar, gegenüber 22.411 US-Dollar bei den Frauen. Das Pro-Kopf-Einkommen belief sich auf 15.495 US-Dollar. 12,7 % der Bevölkerung und 8,6 % der Familien hatten ein Einkommen unterhalb der Armutsgrenze, davon waren 22,9 % der Minderjährigen und 3,8 % der Altersgruppe 65 Jahre und mehr betroffen.